# Fran Wilde
Dame Frances Helen Wilde, nacida Frances Helen Kitching (Wellington, 11 de noviembre de 1948) es una política de Nueva Zelanda. Fue diputada laborista del Parlamento de Nueva Zelanda por la Región de Wellington, ministra de Turismo y alcaldesa de Wellington. Fue la primera mujer en ocupar el cargo de alcaldesa de Wellington. Fue presidenta del Consejo Regional del Gran Wellington desde 2007 hasta 2015. Desde 2019 preside la junta del Museo de Nueva Zelanda Te Papa Tongarewa.
Fue la promotora de la Ley de Reforma de la Ley Homosexual de 1986, que legalizó los actos homosexuales en Nueva Zelanda entre hombres y con consentimiento, y de la Ley de Reforma de la Adopción, que hizo posible que las personas adoptadas y sus padres biológicos pudieran contactar entre sí. Ambas salieron adelante pese a las resistencias y la presión de los sectores conservadores del país.

## Inicios
Wilde nació como Frances Helen Kitching el 11 de noviembre de 1948 en Wellington, Nueva Zelanda. Asistió al St Mary's College. Luego fue a la Universidad Massey donde obtuvo un diploma en periodismo y a la Universidad Victoria en Wellington donde se graduó en la licenciatura de Ciencias políticas. Al terminar su educación, Wilde consiguió empleo como periodista. 
En 1968, se casó con Geoffrey Gilbert Wilde y la pareja tuvo tres hijos. Se divorciaron en 1983.
Se unió al Partido Laborista en 1972 y fue editora del boletín del partido, New Nation. Más tarde se convirtió en presidenta del electorado en el que residía y miembro del consejo ejecutivo laborista en la Región de Wellington.

## Carrera política

### Diputada y Ministra
Wilde fue diputada del Parlamento de Nueva Zelanda por el escaño de Wellington Central, ganándoselo al diputado del Partido Nacional de Nueva Zelanda Ken Comber en las Elecciones generales de 1981. En 1983, el líder laborista David Lange la nombró portavoz laborista de los Servicios Estatales. Wilde revalidó el escaño en las posteriores elecciones generales de Elecciones Generales de 1984. Fue la "whip" junior del Partido Laborista de 1984 a 1987.
En 1985, Wilde promovió lo que se convirtió en la Ley de Reforma de la Ley Homosexual de 1986, que legalizó los actos homosexuales en Nueva Zelanda entre hombres y con consentimiento. El debate de 16 meses sobre el proyecto de ley polarizó al país y provocó manifestaciones violentas y mítines enojados en el Parlamento. Su otro logro legislativo destacado en el Parlamento fue una Ley de Reforma de la Adopción, que hizo posible que las personas adoptadas y sus padres biológicos pudieran contactar entre sí.
A partir de 1987, Wilde fue Ministra Adjunta fuera del Gabinete en las carteras de Asuntos Exteriores, Vivienda, Conservación y Asuntos de las Islas del Pacífico, y Ministra de Desarme y Control de Armamentos en el segundo mandato del Cuarto Gobierno Laborista. Cuando Geoffrey Palmer se convirtió en Primer Ministro, Wilde fue ascendida al Gabinete y nombrada Ministra de Turismo, manteniendo a la vez sus funciones anteriores como Ministra de Desarme y Control de Armas y Ministra Adjunta de Asuntos Exteriores y Comercio. Entre 1990 y 1992, en la oposición, fue portavoz laborista de Turismo, Desarme y Asuntos Étnicos.

### Alcaldesa de Wellington

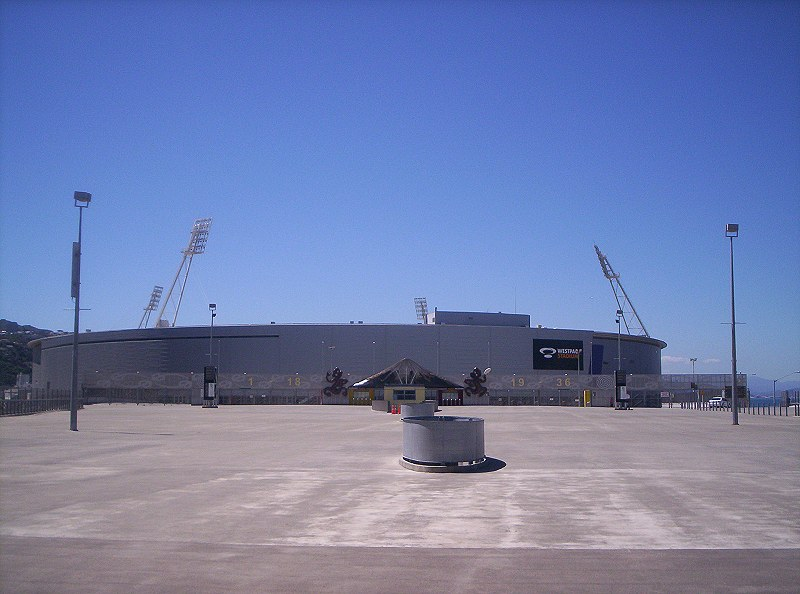
Fran Wilde Walk, la vía de acceso al Sky Stadium

En 1992 renunció al Parlamento para presentarse a alcaldesa de Wellington. Su escaño fue mantenido por los laboristas: Chris Laidlaw ganó las Elecciones parciales de 1992, convocadas como consecuencia de la renuncia de la parlamentaria. Wilde ganó la alcaldía de la capital neozelandesa y permaneció en el cargo hasta 1995, cuando decidió retirarse. 
Durante su tiempo como alcaldesa trabajó para mejorar la imagen de la capital y, a partir de los fuertes sentimientos antinucleares de la ciudad, declaró a Wellington Capital de la Paz en 1993. También encabezó iniciativas como la planificación y construcción del Estadio Regional de Wellington WestpacTrust, que cuenta con una vía de acceso elevada a su entrada conocida como "Fran Wilde Walk", inaugurada en junio de 2005.
Después de dejar la alcaldía, Wilde fue nombrada presidenta de la Junta de la Vivienda de Nueva Zelanda y, de 1997 a 2003, directora ejecutiva de Trade New Zealand (Comercio de Nueva Zelanda).

### Consejo Regional del Gran Wellington
Wilde volvió a la política local en 2004, disputando con éxito un puesto en el Consejo Regional de Wellington. Se había sugerido que se jubilaría después de un solo mandato y sin embargo fue reelegida para el Consejo Regional en 2007. Además, fue elegida presidenta por sus compañeros consejeros el 30 de octubre de ese año. Y posteriormente fue reelegida consejera y presidenta en 2010 y 2013.
Wilde fue una firme defensora de la propuesta de "superciudad" para Wellington. Cuando la Comisión de Gobierno Local rechazó la propuesta, recibió una carta firmada por nueve de sus compañeros concejales pidiéndole que renunciara a su cargo de presidenta. Wilde lo hizo a partir del 30 de junio de 2015, pero siguió siendo consejera regional. Chris Laidlaw la sucedió como presidente y no se presentó a la reelección en 2016.

### Junta de Salud del Distrito
Wilde impugnó y fue elegida como integrante de la Junta de Salud del Distrito Capital y Litoral en 2016. Además fue nombrada vicepresidenta. No se presentó a la reelección en 2019.

## Carrera después de la política
Tras su salida del Consejo Regional, Wilde fue nombrada Presidenta de la Autoridad de Remuneración. También se desempeñó como vicepresidenta y presidenta interina de la Agencia de Transporte de Nueva Zelanda .
Fue nombrada integrante de la Junta del Museo de Nueva Zelanda Te Papa Tongarewa en 2015. Se convirtió en vicepresidenta de la junta en enero de 2019 y ha sido su presidenta desde el 1 de julio de 2019.
También forma parte de la junta directiva de Kiwi Can Do, una organización que ayuda a las personas neozelandesas desempleadas para que puedan volver a trabajar.

## Honores
En 1993, Wilde recibió la Medalla del Centenario del Sufragio de Nueva Zelanda. Fue nombrada Compañera de la Orden de Servicio de la Reina por sus servicios públicos en la condecoración de Año Nuevo de 1996, Compañera de la Orden del Mérito de Nueva Zelanda en la condecoración de Año Nuevo de 2012 por sus servicios a los organismos locales y a la comunidad, y Dama Compañera de la Orden del Mérito de Nueva Zelanda en 2017 por sus servicios al Estado y a la comunidad.

## Familia
Tiene tres hijos de su primer matrimonio con Geoffrey Wilde. Su esposo, Christopher Kelly, ex cirujano veterinario, fue director ejecutivo de la empresa pública Landcorp .